# Gran Premio di superbike di Laguna Seca 2019
Il Gran Premio di superbike di Laguna Seca 2019 è stato la nona prova su tredici del campionato mondiale Superbike 2019, disputato il 13 e 14 luglio sul circuito di Laguna Seca, in gara 1 ha visto la vittoria di Jonathan Rea davanti a Chaz Davies e Toprak Razgatlıoğlu, la gara Superpole è stata vinta da Jonathan Rea davanti a Chaz Davies e Tom Sykes, la gara 2 è stata vinta da Chaz Davies che ha preceduto Jonathan Rea e Toprak Razgatlıoğlu.
Non era prevista alcuna prova per il campionato mondiale Supersport 2019.

## Risultati

### Gara 1

#### Arrivati al traguardo
| Pos. | Nº | Pilota                | Squadra                  | Motocicletta         | Giri | Tempo     | Griglia | Punti |
| ---- | -- | --------------------- | ------------------------ | -------------------- | ---- | --------- | ------- | ----- |
| 1º   | 1  | Jonathan Rea          | Kawasaki Racing          | Kawasaki ZX-10RR     | 25   | 35'06.671 | 1º      | 25    |
| 2º   | 7  | Chaz Davies           | Aruba.it Racing - Ducati | Ducati Panigale V4 R | 25   | +5.693    | 2º      | 20    |
| 3º   | 54 | Toprak Razgatlıoğlu   | Turkish Puccetti Racing  | Kawasaki ZX-10RR     | 25   | +12.721   | 7º      | 16    |
| 4º   | 66 | Tom Sykes             | BMW Motorrad             | BMW S1000 RR         | 25   | +14.957   | 4º      | 13    |
| 5º   | 22 | Alex Lowes            | Pata Yamaha              | Yamaha YZF R1        | 25   | +20.621   | 8º      | 11    |
| 6º   | 81 | Jordi Torres          | Team Pedercini Racing    | Kawasaki ZX-10RR     | 25   | +23.087   | 6º      | 10    |
| 7º   | 60 | Michael van der Mark  | Pata Yamaha              | Yamaha YZF R1        | 25   | +26.491   | 15º     | 9     |
| 8º   | 76 | Loris Baz             | Ten Kate Racing - Yamaha | Yamaha YZF R1        | 25   | +30.605   | 9º      | 8     |
| 9º   | 33 | Marco Melandri        | GRT Yamaha               | Yamaha YZF R1        | 25   | +32.556   | 17º     | 7     |
| 10º  | 21 | Michael Ruben Rinaldi | Barni Racing             | Ducati Panigale V4 R | 25   | +32.556   | 14º     | 6     |
| 11º  | 50 | Eugene Laverty        | Team Goeleven            | Ducati Panigale V4 R | 25   | +46.792   | 10º     | 5     |
| 12º  | 36 | Leandro Mercado       | Orelac Racing VerdNatura | Kawasaki ZX-10RR     | 25   | +47.091   | 12º     | 4     |
| 13º  | 52 | Alessandro Delbianco  | Althea Mie Racing        | Honda CBR1000RR      | 25   | +51.830   | 18º     | 3     |
| 14º  | 11 | Sandro Cortese        | GRT Yamaha               | Yamaha YZF R1        | 25   | +53.661   | 13º     | 2     |
| 15º  | 28 | Markus Reiterberger   | BMW Motorrad             | BMW S1000 RR         | 25   | +1'00.235 | 11º     | 1     |
| 16º  | 23 | Ryūichi Kiyonari      | Moriwaki Althea Honda    | Honda CBR1000RR      | 25   | +1'10.076 | 19º     |       |
| 17º  | 19 | Álvaro Bautista       | Aruba.it Racing - Ducati | Ducati Panigale V4 R | 24   | +1 giro   | 3º      |       |

#### Ritirati
| Nº | Pilota      | Squadra                            | Motocicletta     | Giri | Griglia |
| -- | ----------- | ---------------------------------- | ---------------- | ---- | ------- |
| 95 | J.D. Beach  | Attack Performance Estenson Yamaha | Yamaha YZF R1    | 12   | 16º     |
| 91 | Leon Haslam | Kawasaki Racing                    | Kawasaki ZX-10RR | 3    | 5º      |

### Gara Superpole

#### Arrivati al traguardo
| Pos. | Nº | Pilota                | Squadra                  | Motocicletta         | Giri | Tempo     | Griglia | Punti |
| ---- | -- | --------------------- | ------------------------ | -------------------- | ---- | --------- | ------- | ----- |
| 1º   | 1  | Jonathan Rea          | Kawasaki Racing          | Kawasaki ZX-10RR     | 8    | 11'09.272 | 1º      | 12    |
| 2º   | 7  | Chaz Davies           | Aruba.it Racing - Ducati | Ducati Panigale V4 R | 8    | +2.533    | 2º      | 9     |
| 3º   | 66 | Tom Sykes             | BMW Motorrad             | BMW S1000 RR         | 8    | +3.641    | 4º      | 7     |
| 4º   | 54 | Toprak Razgatlıoğlu   | Turkish Puccetti Racing  | Kawasaki ZX-10RR     | 8    | +4.901    | 7º      | 6     |
| 5º   | 91 | Leon Haslam           | Kawasaki Racing          | Kawasaki ZX-10RR     | 8    | +5.995    | 5º      | 5     |
| 6º   | 22 | Alex Lowes            | Pata Yamaha              | Yamaha YZF R1        | 8    | +6.207    | 8º      | 4     |
| 7º   | 76 | Loris Baz             | Ten Kate Racing - Yamaha | Yamaha YZF R1        | 8    | +9.597    | 9º      | 3     |
| 8º   | 81 | Jordi Torres          | Team Pedercini Racing    | Kawasaki ZX-10RR     | 8    | +9.711    | 6º      | 2     |
| 9º   | 36 | Leandro Mercado       | Orelac Racing VerdNatura | Kawasaki ZX-10RR     | 8    | +13.441   | 12º     | 1     |
| 10º  | 60 | Michael van der Mark  | Pata Yamaha              | Yamaha YZF R1        | 8    | +13.633   | 15º     |       |
| 11º  | 11 | Sandro Cortese        | GRT Yamaha               | Yamaha YZF R1        | 8    | +14.658   | 13º     |       |
| 12º  | 28 | Markus Reiterberger   | BMW Motorrad             | BMW S1000 RR         | 8    | +14.865   | 11º     |       |
| 13º  | 21 | Michael Ruben Rinaldi | Barni Racing             | Ducati Panigale V4 R | 8    | +17.991   | 14º     |       |
| 14º  | 50 | Eugene Laverty        | Team Goeleven            | Ducati Panigale V4 R | 8    | +18.917   | 10º     |       |
| 15º  | 23 | Ryūichi Kiyonari      | Moriwaki Althea Honda    | Honda CBR1000RR      | 8    | +19.253   | 19º     |       |
| 16º  | 33 | Marco Melandri        | GRT Yamaha               | Yamaha YZF R1        | 8    | +40.443   | 17º     |       |

### Gara 2

#### Arrivati al traguardo
| Pos. | Nº | Pilota                | Squadra                            | Motocicletta         | Giri | Tempo     | Griglia | Punti |
| ---- | -- | --------------------- | ---------------------------------- | -------------------- | ---- | --------- | ------- | ----- |
| 1º   | 7  | Chaz Davies           | Aruba.it Racing - Ducati           | Ducati Panigale V4 R | 25   | 35'05.513 | 2º      | 25    |
| 2º   | 1  | Jonathan Rea          | Kawasaki Racing                    | Kawasaki ZX-10RR     | 25   | +3.333    | 1º      | 20    |
| 3º   | 54 | Toprak Razgatlıoğlu   | Turkish Puccetti Racing            | Kawasaki ZX-10RR     | 25   | +11.658   | 4º      | 16    |
| 4º   | 22 | Alex Lowes            | Pata Yamaha                        | Yamaha YZF R1        | 25   | +16.259   | 6º      | 13    |
| 5º   | 66 | Tom Sykes             | BMW Motorrad                       | BMW S1000 RR         | 25   | +16.823   | 3º      | 11    |
| 6º   | 91 | Leon Haslam           | Kawasaki Racing                    | Kawasaki ZX-10RR     | 25   | +19.449   | 5º      | 10    |
| 7º   | 76 | Loris Baz             | Ten Kate Racing - Yamaha           | Yamaha YZF R1        | 25   | +23.637   | 7º      | 9     |
| 8º   | 81 | Jordi Torres          | Team Pedercini Racing              | Kawasaki ZX-10RR     | 25   | +24.572   | 8º      | 8     |
| 9º   | 33 | Marco Melandri        | GRT Yamaha                         | Yamaha YZF R1        | 25   | +25.919   | 17º     | 7     |
| 10º  | 21 | Michael Ruben Rinaldi | Barni Racing                       | Ducati Panigale V4 R | 25   | +30.742   | 14º     | 6     |
| 11º  | 36 | Leandro Mercado       | Orelac Racing VerdNatura           | Kawasaki ZX-10RR     | 25   | +32.177   | 9º      | 5     |
| 12º  | 50 | Eugene Laverty        | Team Goeleven                      | Ducati Panigale V4 R | 25   | +38.508   | 11º     | 4     |
| 13º  | 28 | Markus Reiterberger   | BMW Motorrad                       | BMW S1000 RR         | 25   | +41.862   | 12º     | 3     |
| 14º  | 11 | Sandro Cortese        | GRT Yamaha                         | Yamaha YZF R1        | 25   | +41.989   | 13º     | 2     |
| 15º  | 23 | Ryūichi Kiyonari      | Moriwaki Althea Honda              | Honda CBR1000RR      | 25   | +55.483   | 18º     | 1     |
| 16º  | 95 | J.D. Beach            | Attack Performance Estenson Yamaha | Yamaha YZF R1        | 25   | +1'00.385 | 16º     |       |
| 17º  | 52 | Alessandro Delbianco  | Althea Mie Racing                  | Honda CBR1000RR      | 25   | +1'12.973 | 19º     |       |

#### Ritirati
| Nº | Pilota               | Squadra                  | Motocicletta         | Giri | Griglia |
| -- | -------------------- | ------------------------ | -------------------- | ---- | ------- |
| 60 | Michael van der Mark | Pata Yamaha              | Yamaha YZF R1        | 3    | 15º     |
| 19 | Álvaro Bautista      | Aruba.it Racing - Ducati | Ducati Panigale V4 R | 1    | 10º     |